# Daniel Mercier
Daniel Estève Mercier (2 luglio 1892 – 22 agosto 1914) è stato un calciatore francese, di ruolo difensore.

## Carriera
Di professione elettricista, il suo ruolo era di terzino.
Ebbe tre convocazioni per la Nazionale francese di calcio: Francia-Belgio a Gentilly allo stadio FGSPF il 3 aprile 1910, Inghilterra Amateur-Francia allo stadio Goldstone Ground di Brighton il 16 aprile 1910 ed Italia-Francia all'Arena Civica di Milano il 15 maggio 1910.
Soldato del 103° Reggimento di Fanteria durante la Prima Guerra Mondiale, morì in combattimento durante la Battaglia delle Frontiere. Mercier fu insignito postumo della medaglia militare e della Croce di Guerra con Stella di Bronzo.

### Nazionale
Ha collezionato tre presenze con la propria Nazionale.

## Statistiche

### Cronologia presenze e reti in Nazionale
| Cronologia completa delle presenze e delle reti in nazionale ― Francia | Cronologia completa delle presenze e delle reti in nazionale ― Francia | Cronologia completa delle presenze e delle reti in nazionale ― Francia | Cronologia completa delle presenze e delle reti in nazionale ― Francia | Cronologia completa delle presenze e delle reti in nazionale ― Francia | Cronologia completa delle presenze e delle reti in nazionale ― Francia | Cronologia completa delle presenze e delle reti in nazionale ― Francia | Cronologia completa delle presenze e delle reti in nazionale ― Francia |
| Data                                                                   | Città                                                                  | In casa                                                                | Risultato                                                              | Ospiti                                                                 | Competizione                                                           | Reti                                                                   | Note                                                                   |
| ---------------------------------------------------------------------- | ---------------------------------------------------------------------- | ---------------------------------------------------------------------- | ---------------------------------------------------------------------- | ---------------------------------------------------------------------- | ---------------------------------------------------------------------- | ---------------------------------------------------------------------- | ---------------------------------------------------------------------- |
| 3-4-1910                                                               | Gentilly                                                               | Francia                                                                | 0 – 4                                                                  | Belgio                                                                 | Amichevole                                                             | -                                                                      |                                                                        |
| 16-4-1910                                                              | Brighton                                                               | Inghilterra                                                            | 10 – 1                                                                 | Francia                                                                | Amichevole                                                             | -                                                                      |                                                                        |
| 15-5-1910                                                              | Milano                                                                 | Italia                                                                 | 6 – 2                                                                  | Francia                                                                | Amichevole                                                             | -                                                                      |                                                                        |
| Totale                                                                 |                                                                        | Presenze                                                               | 3                                                                      |                                                                        | Reti                                                                   | 0                                                                      |                                                                        |